# Via Verkehrsgesellschaft
Die Via Verkehrsgesellschaft mbH (Via) war eine kommunal-übergreifende Dienstleistungsgesellschaft der drei Städte Essen, Duisburg und Mülheim an der Ruhr. Via war ein Teil des Projekts rhein ruhr partner.

## Geschichte
Das Unternehmen wurde zum 24. März 2010 gegründet und nahm das operative Geschäft am 1. Juli 2010 auf. Ziel des Geschäftsbetriebes war die operative Zusammenlegung der kommunalen Nahverkehrsunternehmen der drei Städte. Dabei besaß bis zum 31. Dezember 2016 die EVAG (Essener Verkehrs-AG) einen 49%igen Anteil, die DVG (Duisburger Verkehrsgesellschaft) 34 % und die MVG (Mülheimer VerkehrsGesellschaft) 17 %. 
Via hatte insgesamt fünf Betriebsstätten, davon vier in Essen und eine in Mülheim.

Die Via Verkehrsgesellschaft und deren Geschäftsführung wurden bis 2016 von einem zwanzigköpfigen Aufsichtsrat kontrolliert, von dem zehn Mitglieder von den drei Städten gestellt und die anderen zehn von den Arbeitnehmern nach den Vorschriften des Mitbestimmungsgesetzes von 1976 gewählt wurden.
Zum 31. Dezember 2016 kündigte die DVG die Beteiligung.  Nach dem Ausstieg der DVG schlossen sich die EVAG und die MVG zur Ruhrbahn GmbH zusammen.